# Mary Adelaide Nutting
Mary Adelaide Nutting (1 de noviembre de 1858 - Nueva York, 3 de octubre de 1948), fue una enfermera y docente canadiense, con residencia estadounidense. 

## Biografía
Nutting fue pionera en el área de atención hospitalaria. 
Estudió en la Universidad Johns Hopkins en 1981 y fue docente de la Universidad de Columbia, también fue autora de una multitud de trabajos académicos relacionados con el campo de la enfermería. 
Se ha desempeñado como presidenta de varias juntas y comités que han servido para estandarizar la educación de enfermería y facilitar el proceso de alinear los intereses de enfermería con la ley estatal. 
En 1944, la Liga Nacional de Enfermería Estadounidense estableció la Medalla Mary Adelaide Nutting, de la cual Nutting fue la primera en recibirla. También fue de las primeras en ser incluida en el Salón de la Fama de la Asociación Estadounidense de Enfermeras.
Falleció el 3 de octubre de 1948 a los 89 años.